# Mercedes-Benz W202
La Mercedes-Benz W202 è la prima generazione della Mercedes-Benz Classe C, un'autovettura di fascia medio-alta prodotta dalla casa automobilistica tedesca Mercedes-Benz dal 1993 al 2001.

## Storia e profilo

### Genesi
Il modello W202 arriva dopo anni di progettazione al quartier generale Mercedes-Benz: l'erede del modello 190 doveva essere leggermente più grande e spaziosa, con una linea "importante" e soprattutto doveva offrire anche più spazio per i passeggeri posteriori, un aspetto che fino a quel momento aveva costituito un punto debole per la W201.
Nel frattempo le case automobilistiche con cui si confrontava avevano presentato nuovi modelli: in Germania la BMW ha presentato nel 1991 la nuova Serie 3 E36, mentre nel 1992 la Audi ha proposto una versione aggiornata della Audi 80. In Italia, l'Alfa Romeo ha lanciato la 155 tra la fine del 1991 e l'inizio del 1992. Ciò ha avuto come conseguenza il fatto che la clientela si rivolgesse in maniera più decisa verso i nuovi modelli. In particolare, proprio la BMW è riuscita nel 1992 a superare la Mercedes-Benz nei dati di vendita. Ciò ha spinto la casa di Stoccarda ad accelerare i tempi.

### Debutto
Il nuovo modello viene presentato nel mese di maggio: la produzione ufficiale è stata avviata nel mese di luglio del 1993, ma alcuni esemplari hanno cominciato ad essere prodotti già tra febbraio e marzo, mentre gli esemplari di pre-serie risalgono agli ultimi mesi dell'anno precedente. La nuova W202, che inizialmente veniva identificata dalla stampa specializzata come "la nuova 190", si presenta invece con una nuova denominazione, che va ad integrare il nuovo corso di denominazioni ufficiali intrapreso proprio in quel periodo dalla casa tedesca per ogni modello della sua gamma. Così, mentre la serie W124 viene prodotta dalla metà del 1993 con il nome di Classe E e l'ammiraglia W140 viene identificata come Classe S, la W202, che è il modello più compatto della gamma, viene commercializzato come Classe C, qui alla sua prima generazione, nota appunto con la sigla W202.

#### Linea ed interni
Pur essendo il modello di base della gamma, le linee richiamano chiaramente quelle della W140, specie nel frontale, caratterizzato da gruppi ottici e calandra dal disegno più importante. Anche la vista laterale denota parecchie similitudini stilistiche con l'ammiraglia della casa. La coda è la parte più inedita e sfoggia dei particolari gruppi ottici di forma triangolare, nonché un inedito taglio della battuta del portellone, dai bordi laterali obliqui e con chiusura a filo del paraurti. Nel complesso, la W202 risulta di 6.7 cm più lunga rispetto alla precedente 190.
Internamente è degno di nota il lavoro svolto dai tecnici Mercedes-Benz allo scopo di incrementare lo spazio a disposizione per i passeggeri. Sia anteriormente che posteriormente è possibile quindi disporre di alcuni centimetri in più. Il posto guida è ergonomico ed è ancor più facile trovare la posizione di guida ottimale. La strumentazione è facilmente leggibile, ma manca il manometro dell'olio, presente invece nella 190.

#### Struttura e tecnica
Rispetto alla W201 che va a sostituire, la W202 nasce utilizzando una scocca maggiormente rinforzata. Irrobustiti sono i montanti della vettura, ma anche il tunnel centrale dove alloggiano gli organi della trasmissione. Anche le portiere dispongono di barre più robuste che in passato.
Meccanicamente, la W202 propone alcune novità per quanto riguarda il gruppo sospensioni: il nuovo avantreno prevede due bracci oscillanti al posto del braccio singolo presente a suo tempo nell'avantreno della W201. Tale schema funge da compensatore della coppia in frenata ed è abbinato a molle elicoidali ed ammortizzatori oleopneumatici. Per quanto riguarda il retrotreno, si tratta di un'evoluzione dello schema multilink a cinque bracci della W201. Questo schema è stato progettato in modo da contenere il fenomeno di beccheggio in accelerazione e frenata e per migliorare la tenuta di strada ed il comfort.
L'impianto frenante a doppio circuito idraulico è interamente a dischi, di cui quelli anteriori sono autoventilanti (tranne sulla C180 e C200 Diesel), mentre quelli posteriori sono pieni. È presente anche l'ABS. Lo sterzo è a circolazione di sfere come sulla W201 e sulla W124 (ma a differenza di queste è di tipo "Sportline" su tutti i modelli) ed è servoassistito.
I motori sono a 4 o 6 cilindri per i benzina (8 cilindri solo sulla 43 e 55 AMG) ed a 4 o 5 cilindri per i diesel. Tutti i motori sono plurivalvole con distribuzione bialbero comandata da catena "duplex" esente da manutenzione, eccetto il 2 litri a gasolio che invece ha una configurazione monoalbero fino al 1995.
I cambi sono manuali a 5 marce, ma in opzione si può avere il cambio automatico a 4 rapporti e successivamente anche a 5 rapporti. Nell'ultimo anno di produzione della station wagon invece è stato possibile avere anche un cambio manuale a 6 marce. Le versioni AMG prevedono invece solo dei cambi automatici a 4 rapporti, ed a partire dal 1996, a 5 rapporti. 

### Evoluzione

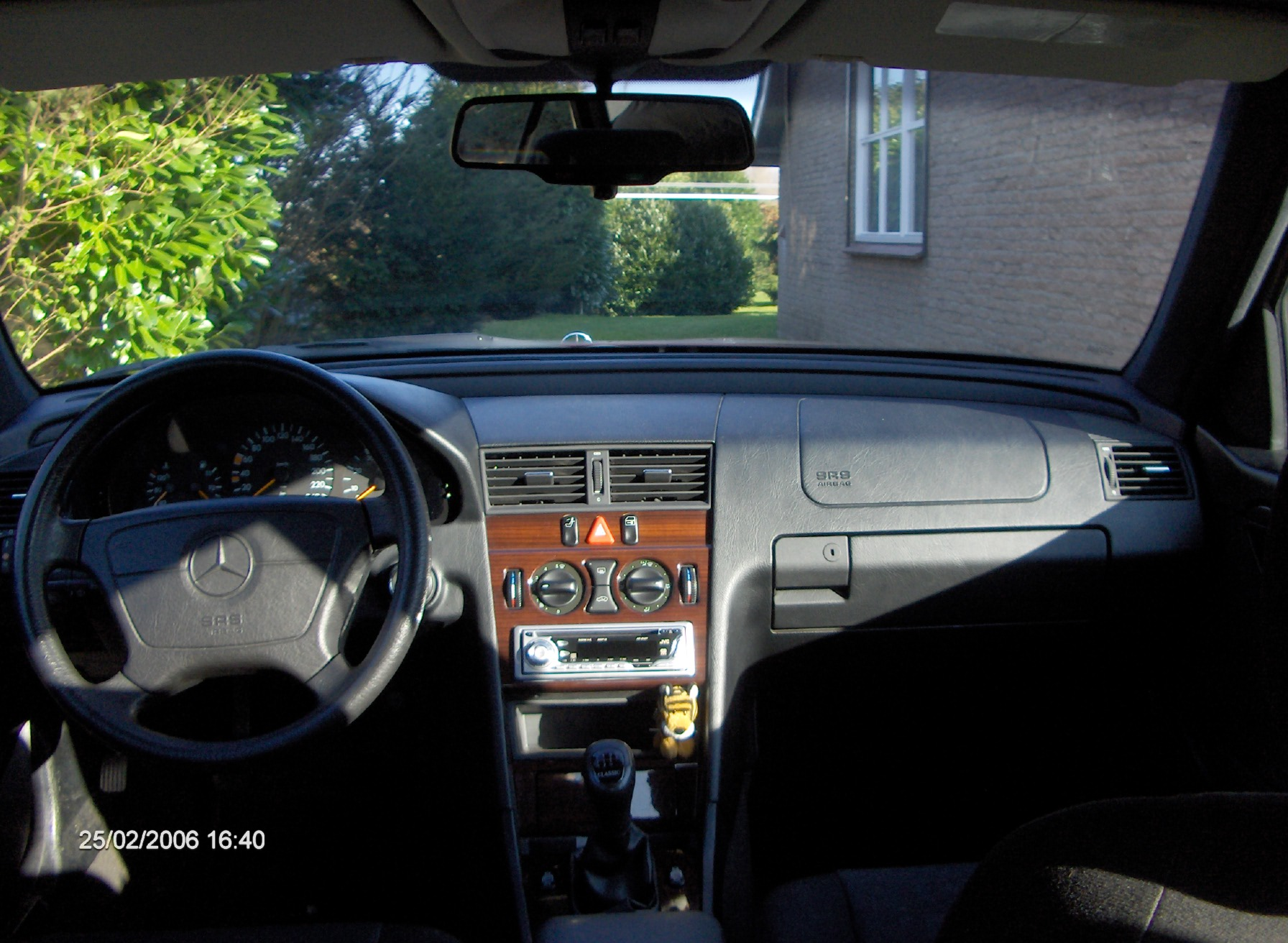
Il posto guida di una W202

Al suo debutto, la W202 era disponibile nelle seguenti motorizzazioni:
- C180, con motore 1.8 da 122 CV;
- C200, con motore 2.0 da 136 CV;
- C220, con motore 2.2 da 150 CV;
- C280, con motore 2.8 da 193 CV;
- C200 Diesel, con motore diesel da 2 litri e 75 CV;
- C220 Diesel, con motore diesel da 2.2 litri e 95 CV;
- C250 Diesel, con motore diesel da 2.5 litri e 113 CV.

I motori a gasolio erano tutti aspirati, in un'epoca in cui il diesel era ancora visto come un'opzione assai poco prestante (non era stata ancora lanciata la tecnologia common rail). Quattro erano invece i livelli di allestimento: si andava da quello di base, denominato Classic, al giovanile Esprit (con sospensioni ribassate ma non irrigidite) e dal prestante Sport (con taratura specifica delle sospensioni) al lussuoso Elegance. A differenza della 190, quindi, la W202 viene proposta in una vera e propria gamma di allestimenti.
Pochi mesi dopo il lancio, la gamma si arricchisce con la versione di punta, firmata AMG: si tratta della C36 AMG, prima Mercedes-Benz nata in collaborazione con AMG dopo l'acquisto dell'azienda di Affalterbach. Il suo motore da 3.6 litri eroga 280 CV e pone la vettura direttamente in concorrenza con la BMW M3 E36 da 286 CV. La Mercedes C36 AMG resta comunque una vettura decisamente di nicchia, in circa 4 anni, dal 1993 al 1997, vende infatti solo 5221 esemplari.

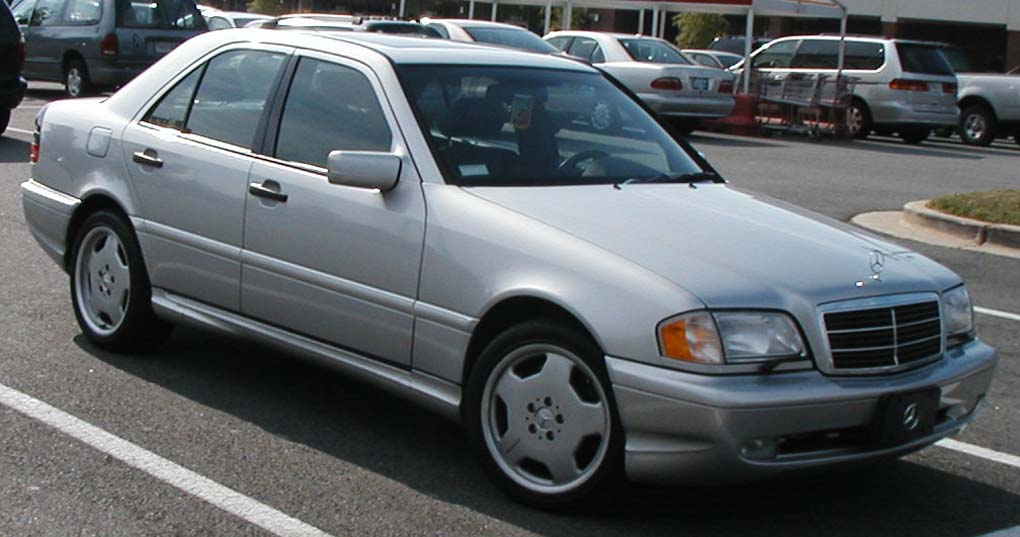
Una C43 AMG, versione di punta della gamma tra il 1997 ed il 1998

Nei primi due anni di commercializzazione si vendono oltre 500.000 esemplari della Classe C W202. Nel 1995 la gamma si allarga con l'arrivo delle versioni C200 Kompressor (da 180 CV fino al 1997, 192 CV successivamente) e C230 Kompressor (da 193 CV), sovralimentate mediante compressore volumetrico, una soluzione utilizzata per la prima volta dopo oltre sessant'anni in una Mercedes-Benz stradale. La C200 Kompressor non era prevista che per alcuni mercati, e cioè quello portoghese, quello greco e quello italiano. Sul fronte diesel, il 2.5 litri da 113 CV viene affiancato e dopo alcuni mesi sostituito dal 2.5 turbodiesel da 150 CV. La C200 Diesel monoalbero viene tolta dai listini, ma viene riproposta solo per il mercato portoghese nella prima metà del 1996 con 13 CV di potenza in più ed in configurazione bialbero a quattro valvole per cilindro. Nello stesso anno, la C220 D viene aggiornata nel sistema di alimentazione, che ora prevede una pompa rotativa. Nel mese di agosto del 1996, la C220 a benzina viene sostituita dalla C230 sempre da 150 CV. Sempre nello stesso periodo viene proposta per il mercato portoghese una particolare C200 diesel in grado di funzionare anche con olio di colza. Ma la vera novità del 1996 è arrivata già nel mese di maggio, ed è costituita dal lancio della versione station wagon.
Nel 1997 arriva il restyling di mezza età: assieme ad alcuni affinamenti estetici appena accennati, arrivano l'assistente alla frenata d'emergenza e l'antislittamento ASR, entrambi di serie su tutta la gamma, ma anche gli airbag laterali e la possibilità di avere la chiave di avviamento codificata, senza nottolino.
Novità si hanno anche per quanto riguarda i motori: esordiscono infatti i nuovi motori V6 della serie M112 a tre valvole per cilindro. La C36 AMG viene sostituita dalla C43 AMG, prima Mercedes-Benz compatta a montare un motore V8, in questo caso da 4.3 litri e 306 CV. Alcune versioni vengono sostituite da altre oppure eliminate dalla gamma, come nel caso della C230, che dopo il restyling viene proposta solo come station wagon e non più come berlina.
Pochi mesi dopo il restyling, tra la fine del 1997 e l'inizio del 1998 esordiscono i motori turbodiesel con tecnologia common rail: la casa di Stoccarda per un soffio ha perso il primato della prima ad introdurre tale soluzione tecnica, che invece è stata introdotta per la prima volta in assoluto dall'Alfa Romeo con la sua 156, diretta concorrente della W202. Le versioni common rail introdotte dalla Casa tedesca sono la C200 CDI, con motore da 2 litri e 102 CV, e la C220 CDI, con motore da 2.2 litri e 125 CV. Le due versioni vanno a sostituire le due corrispondenti versioni aspirate.
Nel 1998, la C43 AMG viene sostituita dalla C55 AMG, dotata di un V8 da 5.4 litri e 347 CV.
Nella primavera del 2000, le berline vengono tolte di produzione, sostituite dalla seconda generazione della Classe C, la W203. Solo le station wagon rimangono in listino per ancora un anno e subiscono ulteriori aggiornamenti motoristici, come il 2 litri benzina offerto anche con potenza di 129 CV o la C240, in listino dal 1997, che vede il suo motore passare da 2.4 a 2.6 litri. Nella seconda metà del 2001, anche la versione giardinetta esce dai listini ufficiali.

#### La W202 station wagon (o S202)

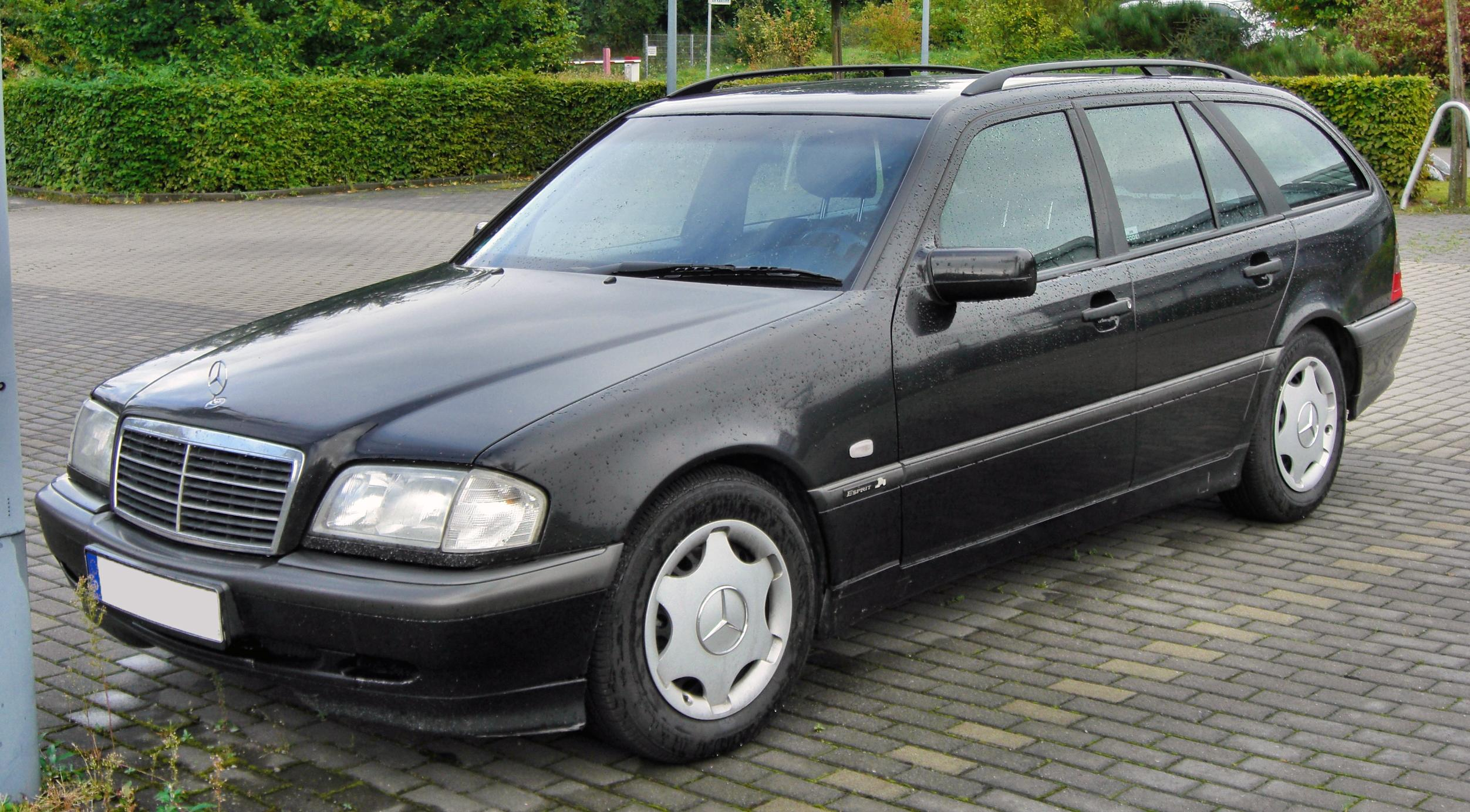
Una Mercedes-Benz S202, versione station wagon della W202

Lanciata nel maggio del 1996, la station wagon su base W202, nota anche con la sigla S202, è la prima giardinetta derivata da una Mercedes-Benz compatta, poiché la precedente 190 era stata commercializzata solo come berlina a tre volumi.
Dalla punta del muso fino al montante centrale, questa vettura era pressoché identica alla berlina da cui derivava. La parte posteriore è ovviamente quella più caratterizzante: il vano bagagli, molto più capiente di quello della berlina ha come unico neo quello di penalizzare in parte il carico di grossi oggetti di forma squadrata a causa dell'andamento curvilineo della parte posteriore del padiglione. C'è però il piano di carico modulabile grazie anche al divano posteriore frazionabile o completamente abbattibile. In quest'ultima configurazione, la capacità massima arriva a raggiungere 1.510 litri. Le motorizzazioni previste ricalcano grosso modo quelle delle corrispondenti versioni berlina. Non sono state previste nella gamma la motorizzazione di base da 1.8 litri ed il 3.6 AMG. Le motorizzazioni previste non risentono particolarmente degli effetti dovuti all'aumento di peso, generalmente contenuto tra i 40 ed i 60 kg in più rispetto alle versioni berlina. 
Nell'ultimo anno di produzione della station wagon, tra il 2000 ed il 2001, è stata proposta anche una versione denominata C180, ma equipaggiata con un 2 litri da 129 CV.

#### I modelli derivati
Fin da prima del debutto della W202, si era deciso di derivare da essa diversi altri modelli: stando a quelli che erano i progetti iniziali oltre a berlina e station wagon ne sarebbero dovute derivare una coupé, una roadster ed un ibrido coupé-wagon.
Quanto alla coupé-wagon, è rimasta solo sulla carta, sotto forma di schizzi, mentre gli altri due modelli hanno avuto un seguito produttivo, ma non hanno fatto parte della gamma W202, bensì hanno costituito due modelli a sé, sebbene condividano la base meccanica della W202. La coupé derivata dalla W202 andrà a costituire la prima delle due generazioni di CLK (siglata W208), destinate a sostituire la C124 (prodotta sulla base della W124), mentre la roadster sancirà il debutto della SLK, anch'essa alla sua prima generazione (con sigla di progetto R170).

### Versioni e caratteristiche
Di seguito vengono mostrate le caratteristiche delle principali versioni previste per la Classe C W202. Le caratteristiche delle corrispondenti versioni station wagon (S202), laddove previste, sono pressoché coincidenti o differiscono di pochissimo. I prezzi riportati si riferiscono al livello di allestimento Classic, il più economico.
| Mercedes-Benz W202 (1993-2000)                                            |              |                                 |                |                |                |                    |                    |              |                     |                          |                    |                                      |
| Modello                                                                   | Sigla telaio | Motore                          | Cilindrata cm³ | Potenza CV/rpm | Coppia Nm/rpm  | Cambio/ N°rapporti | Massa a vuoto (kg) | Velocità max | Acceler. 0–100 km/h | Consumo medio (l/100 km) | Anni di produzione | Prezzo al debutto in milioni di lire |
| Versioni a benzina                                                        |              |                                 |                |                |                |                    |                    |              |                     |                          |                    |                                      |
| C180                                                                      | 202.018      | M111E18 (111.920)               | 1799           | 122/5500       | 170/4200       | M/5                | 1.275              | 193          | 12"                 | 8.5                      | 03/93-07/96        | 38.4                                 |
| C180                                                                      | 202.018      | M111E18 (111.921)               | 1799           | 122/5500       | 170/ 3700-4500 | M/5                | 1.275              | 193          | 12"                 | 8.3                      | 08/96-05/2000      | 45.9                                 |
| C200                                                                      | 202.020      | M111E20 (111.941)               | 1998           | 136/5500       | 190/4000       | M/5                | 1.295              | 203          | 11"                 | 8.6                      | 03/93-07/96        | 43.9                                 |
| C200                                                                      | 202.020      | M111E20 (111.945)               | 1998           | 136/5500       | 190/ 3700-4500 | M/5                | 1.295              | 203          | 11"                 | 8.1                      | 08/96-06/2000      | 54.15                                |
| C200 Kompressor1                                                          | 202.025      | M111E20ML (111.944)             | 1998           | 180/5300       | 260/ 2500-4800 | M/5                | 1.335              | 225          | 8"8                 | 10.6                     | 09/95-07/96        | 56.7                                 |
| C200 Kompressor1                                                          | 202.025      | M111E20ML (111.944)             | 1998           | 192/5300       | 270/ 2500-4800 | M/5                | 1.335              | 227          | 8"4                 | 10.6                     | 08/96-06/2000      | 56.55                                |
| C220                                                                      | 202.022      | M111E22 (111.961)               | 2199           | 150/5500       | 210/4000       | M/5                | 1.335              | 210          | 10"5                | 8.7                      | 03/93-08/96        | 47.2                                 |
| C230                                                                      | 202.023      | M111E23 (111.974)               | 2295           | 150/5400       | 210/ 3700-4500 | M/5                | 1.335              | 210          | 10"5                | 9.4                      | 05/96-06/98        | 57.8                                 |
| C230 Kompressor                                                           | 202.024      | M111E23ML (111.973)             | 2295           | 193/5300       | 280/ 2500-4800 | M/5                | 1.345              | 230          | 8"4                 | 9.9                      | 09/95-05/2000      | 64.55                                |
| C240                                                                      | 202.026      | M112E24 (112.910 ME)            | 2398           | 170/5500       | 225/ 3000-5000 | M/5                | 1.345              | 218          | 9"3                 | 9.8                      | 06/97-05-2000      | 60.62                                |
| C280                                                                      | 202.028      | M104E28 (104.941)               | 2799           | 193/5500       | 270/3750       | M/5                | 1.415              | 230          | 9"                  | 10.6                     | 05/93-07/97        | 53.7                                 |
| C280                                                                      | 202.029      | M112E28 (112.920 ME)            | 2799           | 197/5800       | 265/3000       | M/5                | 1.335              | 232          | 8"3                 | 10.1                     | 06/97-05/2000      | 69                                   |
| C36 AMG                                                                   | 202.028      | M104E36 AMG (104.9936)          | 3606           | 280/5750       | 385/ 4000-4750 | A/4                | 1.485              | 250          | 6"7                 | 10.7                     | 09/93-01/96        | 115.55                               |
| C36 AMG                                                                   | 202.028      | M104E36 AMG (104.9936)          | 3606           | 280/5750       | 385/ 4000-4750 | A/5                | 1.485              | 250          | 6"7                 | 10.7                     | 02/96-06/97        | 115.55                               |
| C43 AMG                                                                   | 202.033      | M113E43 (113.944)               | 4266           | 306/5850       | 410/ 3250-5000 | A/5                | 1495               | 250          | 6"5                 | 11.7                     | 10/97-05/2000      | 121.63                               |
| C55 AMG                                                                   | 202.033      | M113E55                         | 5439           | 347/5500       | 510/ 2800-4500 | A/5                | 1495               | 250          | 5"5                 | 11.9                     | 07/98-05/2000      | 178.48                               |
| Versioni a gasolio                                                        |              |                                 |                |                |                |                    |                    |              |                     |                          |                    |                                      |
| C200 Diesel                                                               | 202.120      | OM601D20 (601.913)              | 1997           | 75/4600        | 130/ 2000-3600 | M/5                | 1305               | 160          | 19"6                | 6.6                      | 02/93-10/95        | 37.3                                 |
| C200 Diesel                                                               | 202.122      | OM604D202 (604.915)             | 1997           | 88/5000        | 135/ 2000-4650 | M/5                | 1.315              | 172          | -                   | 7.4                      | 04/96-07/98        | -                                    |
| C200 CDI                                                                  | 202.134      | OM611DE22LA red. (611.960 red.) | 2151           | 102/4200       | 235/ 1500-2600 | M/5                | 1.335              | 185          | 13"1                | 6.1                      | 05/98-05/2000      | 52.55                                |
| C220 Diesel                                                               | 202.121      | OM604D22 (604.910)              | 2155           | 95/5000        | 150/ 3100-4500 | M/5                | 1.325              | 175          | 16"3                | 6.9                      | 08/93-05/99        | 40.4                                 |
| C220 CDI                                                                  | 202.133      | OM611DE22LA (611.960)           | 2151           | 125/4400       | 300/ 1800-3600 | M/5                | 1.335              | 198          | 10"5                | 6.1                      | 01/98-05/2000      | 56.85                                |
| C250 Diesel                                                               | 202.125      | OM605D25 (605.910)              | 2497           | 113/5000       | 220/ 2800-4600 | M/5                | 1.375              | 200          | 14"                 | 7                        | 06/93-07/96        | 44.4                                 |
| C250 Turbodiesel                                                          | 202.128      | OM605D25LA (605.960)            | 2497           | 150/4400       | 320/ 1800-3600 | M/5                | 1.405              | 220          | 10"3                | 7.3                      | 09/95-05/2000      | 55.8                                 |
| 1 Solo per Italia, Grecia e Portogallo / 2 Solo per il mercato portoghese |              |                                 |                |                |                |                    |                    |              |                     |                          |                    |                                      |

| Mercedes-Benz S202 (1996-2001)                                                                       |              |                                 |                |                |                |                    |                    |              |                     |                          |                    |                                      |
| Modello                                                                                              | Sigla telaio | Motore                          | Cilindrata cm³ | Potenza CV/rpm | Coppia Nm/rpm  | Cambio/ N°rapporti | Massa a vuoto (kg) | Velocità max | Acceler. 0–100 km/h | Consumo medio (l/100 km) | Anni di produzione | Prezzo al debutto in milioni di lire |
| Versioni a benzina                                                                                   |              |                                 |                |                |                |                    |                    |              |                     |                          |                    |                                      |
| C180 SW                                                                                              | 202.078      | M111E18 (111.921)               | 1799           | 122/5500       | 170/ 3700-4500 | M/5                | 1.335              | 190          | 12"5                | 9.2                      | 02/96-06/2000      | 48.9                                 |
| C180 SW EVO                                                                                          | 202.081      | M111E20EVO (111.952)            | 1998           | 129/5300       | 190/4000       | M/5                | 1.370              | 190          | 11"2                | 9.2                      | 06/2000-08/2001    | -                                    |
| C200 SW                                                                                              | 202.080      | M111E20 (111.940)               | 1998           | 136/5500       | 190/ 3700-4500 | M/5                | 1.345              | 200          | 11"3                | 9.4                      | 02/96-06/2000      | 57.15                                |
| C200 Kompressor SW1                                                                                  | 202.082      | M111E20ML (111.944)             | 1998           | 192/5300       | 270/ 2500-4800 | M/5                | 1.390              | 226          | 8"4                 | 10.6                     | 09/96-06/2000      | 61.88                                |
| C200 SW Kompressor EVO2                                                                              | 202.087      | M111E20EVO ML (111.956)         | 1998           | 163/5300       | 230/ 2500-4800 | M/6                | 1.405              | 215          | 9"3                 | 9.4                      | 05/2000-08/2001    | -                                    |
| C230 SW                                                                                              | 202.083      | M111E23 (111.974)               | 2295           | 150/5400       | 210/ 3700-4500 | M/5                | 1.375              | 210          | 10"5                | 9.4                      | 04/96-02/98        | 60.8                                 |
| C230 SW Kompressor                                                                                   | 202.085      | M111E23ML (111.973)             | 2295           | 193/5300       | 280/ 2500-4800 | M/5                | 1.425              | 226          | 8"5                 | 9.8                      | 06/97-06/2000      | 70.1                                 |
| C240 SW                                                                                              | 202.086      | M112E24 (112.910 ME)            | 2398           | 170/5500       | 225/ 3000-5000 | M/5                | 1.395              | 218          | 9"3                 | 9.8                      | 06/97-06-2000      | 63.84                                |
| C240 SW                                                                                              | 202.088      | M112E26 (112.915)               | 2597           | 170/5500       | 240/4500       | M/6                | 1.405              | 217          | 9"                  | 10.9                     | 05/2000-01/2001    | -                                    |
| C280 SW                                                                                              | 202.089      | M112E28 (112.920 ME)            | 2799           | 197/5800       | 265/3000       | M/5                | 1.405              | 229          | 8"5                 | 10.1                     | 06/97-11/2001      | 72.21                                |
| C43 AMG SW                                                                                           | 202.093      | M113E43 (113.944)               | 4266           | 306/5850       | 410/ 3250-5000 | A/5                | 1535               | 250          | 6"7                 | 11.7                     | 09/97-07/2001      | 124.86                               |
| C55 AMG SW                                                                                           | 202.093      | M113E55                         | 5439           | 347/5500       | 510/ 2800-4500 | A/5                | 1535               | 250          | 5"7                 | 11.9                     | 07/98-05/2000      | 182.6                                |
| Versioni a gasolio                                                                                   |              |                                 |                |                |                |                    |                    |              |                     |                          |                    |                                      |
| C200 Diesel SW3                                                                                      | 202.180      | OM601D20 (601.913)              | 1997           | 88/5000        | 135/ 2000-4650 | M/5                | 1.365              | 170          | -                   | 7.4                      | 06/96-06/98        | -                                    |
| C200 CDI SW                                                                                          | 202.194      | OM611DE22LA red. (611.960 red.) | 2151           | 102/4200       | 235/ 1500-2600 | M/5                | 1.385              | 182          | 13"6                | 6.2                      | 06/98-01/2001      | 52.55                                |
| C220 Diesel SW                                                                                       | 202.182      | OM604D22 (604.910)              | 2155           | 95/5000        | 150/ 3100-4500 | M/5                | 1.375              | 173          | 16"6                | 7.4                      | 02/96-05/99        | 60.25                                |
| C220 CDI SW                                                                                          | 202.193      | OM611DE22LA (611.960)           | 2151           | 125/4400       | 300/ 1800-3600 | M/5                | 1.375              | 195          | 11"                 | 6.2                      | 01/98-01/2001      | 60.25                                |
| C250 Turbodiesel SW                                                                                  | 202.188      | OM605D25LA (605.960)            | 2497           | 150/4400       | 280/ 1800-3600 | M/5                | 1.345              | 200          | 10"5                | 8                        | 02/96-11/2000      | 60.8                                 |
| 1 Solo per Italia, Grecia e Portogallo 2 Solo per il mercato tedesco 3Solo per il mercato portoghese |              |                                 |                |                |                |                    |                    |              |                     |                          |                    |                                      |

## Attività sportiva
La Mercedes-Benz W202 è stata impiegata con successo nelle principali manifestazioni sportive europee per vetture turismo. Vi sono stati principalmente tre successi ottenuti dalla W202 durante la prima metà degli anni novanta: nel 1994 la C180 AMG DTM pilotata da Klaus Ludwig conquistò la vittoria al DTM, seguito da Jörg van Ommen, sempre su Classe C AMG, mentre Kurt Thiim si piazzò al quinto posto. L'anno seguente la vittoria toccò alla Classe C AMG del pilota Bernd Schneider, seguito ancora da van Ommen.